# Morne Bois d'Inde
Le morne Bois d'Inde est un sommet situé sur l'île de Basse-Terre en Guadeloupe. 
Il se trouve sur le territoire de la commune de Deshaies.
Guy Lasserre écrit : « La lourde coupole du Dos d'Âne constitue peut-être un centre volcanique autonome auquel se rattachent les coulées du Morne Bel-Air, du Morne Bois-d'Inde et du Morne Scipion ».
Le morne Bois d'Inde abrite des vestiges des indiens caraïbes : « une grande citerne et des arases de murs rejoignant un mur de terrassement . On y remarque une structure circulaire en pierres calcaires non liées ».